# Soul Blade
Soul Blade (ソウルエッジ?, Souru Ejji, "Soul Edge") è un videogioco picchiaduro in tre dimensioni uscito nel 1995. È il primo capitolo della serie Soulcalibur. Realizzato dagli stessi creatori di Tekken, Namco, il gioco si allontana da quest'ultimo per l'utilizzo da parte dei lottatori di armi bianche, come spade, coltelli e altri tipi di armi con lame. L'evoluzione è simile a quella vista nel passaggio dal gioco Street Fighter II a Samurai Shodown nella categoria dei picchiaduro in due dimensioni.
La versione arcade per sala giochi e quella per PlayStation per il mercato giapponese sono chiamate Soul Edge (che è il nome della spada maledetta al centro della storia), mentre la versione PlayStation per Europa, America ed Australia è chiamata Soul Blade. La versione PlayStation contiene più armi e caratteristiche di quella per sala giochi. La serie si è poi sviluppata su Sega Dreamcast, Xbox, Nintendo GameCube, PlayStation 2 e altre console con una serie di seguiti denominati Soulcalibur (dal nome di una spada "buona", presente in questo capitolo solo come arma secondaria di Taki e Sophitia, chiamata "Spirit Blade", che si contrappone alla malvagia Soul Edge).

## Trama
Contrariamente alla maggior parte dei giochi di combattimento, Soul Blade ha una vera e propria trama e un massiccio intreccio collega alcuni personaggi tra di loro. Questo è principalmente dovuto alla principale modalità di gioco per PlayStation, denominata Edge Master, in cui, presi i panni di uno dei combattenti è possibile seguirlo in tutte le sue avventure che vengono successivamente annotate in un libro, come una biografia.
Il gioco è ambientato nel XVI secolo come illustra un manoscritto del 1572 del signor Bones, in cui ci viene detto che è stata provata l'esistenza della leggendaria Soul Edge, una mitica spada invincibile che sembra donare poteri divini a chi la possiede destinandolo però ad una fine orrenda, come per il mercante italiano Vercci. La spada ora è in possesso del pirata Cervantes De Leon, e alcuni guerrieri sono già sulle sue tracce per impossessarsene con la forza, chi per realizzare i suoi sogni di potere, chi per salvare la propria gente.

## Modalità di gioco
Il fatto che ogni personaggio abbia un'arma diversa influenza enormemente il loro comportamento in battaglia. Ci sono ad esempio personaggi molto semplici da utilizzare mentre altri, magari con armi più pesanti e lunghe, risultano più lenti ma molto più forti. In ogni mossa i movimenti delle lame sono seguiti da scie colorate.
Un altro aspetto introdotto che influenza drasticamente la giocabilità è il fatto che i combattenti possono essere buttati fuori dal ring, mossa che fa aggiudicare immediatamente la vittoria al contendente rimasto nell'arena. Contro i personaggi più difficili da battere, questo trucco si rivela di vitale importanza. Nella versione pubblicata per PlayStation è persino possibile decidere le dimensioni del ring.
Altro fatto importante è il danneggiamento dell'arma: se il giocatore para continuamente i colpi dell'avversario, dopo un certo numero di parate l'arma viene distrutta riducendo così la forza di attacco del malcapitato.
La modalità Edge Master consiste nel portare a termine delle missioni in situazioni particolari (ad esempio affrontare cinque nemici con una sola barra di vita) e nell'accumulare otto tipi di armi per ogni personaggio.
Durante i replay è possibile spostare la videocamera in ogni direzione usando i tasti freccia.

## Personaggi
È possibile sbloccare dei costumi alternativi per i personaggi. Per Sophitia ad esempio è un costume da bagno. Inoltre, esclusivamente nella versione console si può sbloccare anche il boss finale Soul Edge.
Hwang Seong Kyung
Quando il Giappone in costante espansione minaccia di invadere la sua terra, Hwang si arruola immediatamente volontario per raggiungere il confine della contea, in prima linea contro il nemico. Tra i soldati si racconta della misteriosa Soul Edge, spada dei condottieri, in grado di spazzare via un intero esercito nelle mani di un capace guerriero.
Hwang abbandona allora la sua missione per dedicarsi alla ricerca della mitica arma dopo aver avuto le ultime istruzioni dal suo mentore Seong Han Myong, padre di Seong Mi-na e maestro del dojo locale.
Rock (Nathaniel William Adams)
Approdato sulle spiagge di un'isola sconosciuta dopo che i pirati affondarono la sua nave uccidendo i suoi genitori (che erano in possesso della Soul Edge), Rock vive fino all'età adulta da solo, sopravvivendo ai pericoli della vita grazie alla sua mole e perdendo gradualmente la memoria del suo passato borghese in Inghilterra. Finché una tribù indigena non lo soccorre e non lo prende con sé.
Affezionatosi subito al giovane Bangoo, un orfano di guerra, Rock diventa parte della tribù e grazie a loro riscopre in breve parte delle memorie perdute della sua gioventù, tra cui un vago ricordo di Soul Edge di cui gli parlavano spesso. Si mette così alla ricerca della spada ipotizzando in questo modo di trovare anche i propri genitori.
Taki
Ninja dagli straordinari poteri e cacciatrice di demoni, Taki (che prende il nome dal maestro che per lei è stato padre e madre) lavora solo per se stessa, anche come spia durante i vari conflitti interni dovuti alla guerra civile.
Il lavoro di cacciatrice di demoni negli anni ha però indebolito l'arma che ha forgiato con le sue stesse mani, la spada Rekkimaru, fino a renderla quasi inoffensiva contro gli spiriti malvagi. È a questo punto che giunge alle sue orecchie il racconto della spada demoniaca, Soul Edge: Taki inizia a credere che l'indebolimento dei suoi poteri sia dovuto a quest'arma mitica e decide quindi di mettersi sulle sue tracce.
Sophitia Alexandra
Sophitia, una giovane greca devota ad Athena, è stata prescelta contattata da Hephaestus (Efesto/Vulcano, Dio dell'Olimpo nella mitologia greca e latina, conosciuto come Fabbro degli Dei): le viene rivelato che la spada è fatta di puro male e nelle mani sbagliate può provocare disastri inimmaginabili. Spetta quindi a lei trovarla e distruggerla.
La giovane però sa bene di non essere all'altezza e di non potersi scontrare con gli altri combattenti senza perdere la vita, così Hephaestus le dona una spada e uno scudo magici e la fa scontrare con sé stessa per provare le sue nuove capacità. Superato il test si mette quindi in cerca della spada per portare a termine la missione.
Heishiro Mitsurugi
Dopo aver subito per anni i disastri portati dalla guerra alla fattoria di suo padre, decide di imparare l'arte della spada e diventa ben presto un grande samurai. Assoldato come assassino e sempre più temuto per la sua ferocia, alla fine lascia il suo clan per diventare un mercenario libero combattendo per qualsiasi fazione.
In questi tempi viene a conoscenza delle armi da fuoco e vede interi eserciti spazzati via da questi nuovi mezzi di distruzione. Comprende che la sua spada non può nulla contro un nemico che possiede un fucile, così, sentito la leggenda di Soul Edge, si impegna immediatamente nella sua ricerca.
Siegfried Schtauffen
Allevato da un giovane guerriero impegnato nelle battaglie del Sacro Romano Impero, subito si è dimostrato un grande spadaccino, ma dopo la partenza per l'estero del padre ha fatto amicizie sbagliate e ha iniziato a commettere crimini con la sua nuova banda. Diventato in breve il capo di questa grazie alle sue abilità ha iniziato ad assaltare i cavalieri di ritorno dalle guerre per impadronirsi delle loro armature e delle ricchezze possedute.
Preparata l'imboscata per un nuovo gruppo di soldati di ritorno da una battaglia, l'assalto dura pochissimo e tutti cadono sotto i colpi della banda. Ma Siegfried abbassato lo sguardo sul volto del cavaliere che aveva decapitato riconosce terrorizzato suo padre e impazzisce. La rabbia e la follia lo convincono che qualcun altro ha ucciso il suo amato mentore e sentita la leggenda della spada indistruttibile Soul Edge si convince che soltanto con questa spada riuscirà a scovare e sconfiggere il misterioso killer.
Il primo finale di Siegfried lo vede impugnare la Soul Edge e la spada maledetta si blocca sulla sua mano, causando in lui una trasformazione (la sua armatura cambia notevolmente). Si assiste così alla nascita del personaggio "Nightmare", protagonista dei successivi episodi della serie Soulcalibur. In questo gioco il nome Nightmare non era ancora stato definito, per cui il personaggio segreto del Siegfried malvagio è chiamato Siegfried! (Siegfried punto esclamativo).
Seong Mi-na
Cresciuta nel dojo paterno, Mi-na impara fin da bambina le arti marziali diventando un vero e proprio maschiaccio e quando scoppia la guerra con il Giappone tenta in tutti i modi di convincere il padre di essere in grado di badare a sé stessa, ma nonostante tutto viene trattata sempre come una donna indifesa che deve occuparsi solo della casa.
La guerra si fa sempre più vicina e la ragazza viene a conoscenza della spada salvatrice Soul Edge che è in grado di difendere il popolo dall'oppressione tirannica nemica. Mi-na scappa di casa dopo aver parlato con il padre che tenta di fermarla dicendole che già Hwang, il suo migliore studente, è partito per cercare la spada leggendaria. La ragazza non si fa convincere e parte per la sua strada.
Li Long
La dinastia Ming, attaccata continuamente dai Ninja del sud, assolda Li Long per sconfiggere il nemico. La missione diventa però anche di riportare a casa la spada leggendaria Soul Edge. Durante il suo cammino però viene ferito e incontra così Chie, una ragazza muta che si prende cura di lui durante la sua infermità. I due si innamorano e anche dopo la sua guarigione continua a frequentare la donna senza far ritorno a casa.
Ma un giorno, durante una missione, gli giunge voce che la sua amata è stata uccisa, forse dal temuto guerriero Mitsurugi, in uno scontro presso la loro abitazione. Accecato dal rimorso viene a sapere che Mitsurugi è in cerca della Soul Edge. Elabora così un piano: si impossesserà per primo della mitica spada, così incontrerà lo spadaccino e lo ucciderà.
Voldo
Dopo la scoperta dell'America i mercanti d'Europa sono diventate le persone più potenti del mondo. Il mercante italiano Vercci, in combutta con pirati spagnoli, si è fatto la reputazione di Mercante di Morte per via dei suoi traffici di armi. E proprio grazie alle sue conoscenze viene a sapere di Soul Edge, che desidera più di ogni altra cosa. Parte così alla sua ricerca con una flotta aiutato dal suo braccio destro Voldo.
Ma durante la spedizione, lo informano che in Italia è scoppiata la guerra e che metà dei suoi averi sono andati perduti. Impazzito, Vercci si dirige verso un'isola dove fa scavare un grande pozzo in cui versa tutti i tesori che gli rimangono. All'interno, come guardia delle fortune, vi rinchiude Voldo, il cui unico scopo di vita diventa ubbidire al suo padrone e difendere la fortezza.
Cervantes de Leon
Dopo aver assistito all'uccisione del padre, mercante spagnolo di sani principi, da parte di un galeone da guerra inglese, Cervantes in piena collera giura di diventare un pirata e vendicarsi. Dopo alcuni anni viene a sapere, tramite un messaggero, che il mercante italiano Vercci è in cerca di una spada leggendaria chiamata Soul Edge e richiede l'aiuto di Cervantes.
Dopo diverse ricerche il pirata riesce a trovare alcune indicazioni riguardo ad una nave con uno strano carico a bordo. Assaltata e depredata, dopo aver ucciso la maggior parte dell'equipaggio (compresi i genitori di Rock), Cervantes si rende conto di essere entrato in possesso della misteriosa arma. Da quel momento nessuno ha più avuto notizie dell'uomo.

## Doppiaggio
Il titolo presenta tre doppiaggi, due giapponesi ed uno inglese. Il primo è stato utilizzato nelle versioni arcade, il secondo nella versione console (dove sono stati mantenuti alcuni dei precedenti doppiatori ed altri sono stati sostituiti) ed il terzo inglese, anche questo distribuito per console ma nelle versioni americane ed europee, dove è stato utilizzato solo per alcuni personaggi che non sono originari di territori asiatici, come Siegfried Schtauffen, Sophitia Alexandra, Rock e Cervantes de Leon, i restanti sono rimasti con il secondo doppiaggio giapponese. Le uniche voci ad essere rimaste uguali in tutte e tre le varianti sono quelle di Barry Gjerde, il quale fa da narratore, oltre che a prestare la voce a Cervantes de Leon nell'edizione inglese, Fujiko Takimoto e Jin Yamanoi che doppiano corrispettivamente Taki e Li Long.
| Personaggio          | Doppiatore giapponese (versione arcade) | Doppiatore giapponese (versione console) | Doppiatore inglese |
| -------------------- | --------------------------------------- | ---------------------------------------- | ------------------ |
| Heishiro Mitsurugi   | Toshiyuki Morikawa                      | Wataru Takagi                            | Wataru Takagi      |
| Siegfried Schtauffen | Nobuyuki Hiyama                         | Nobuyuki Hiyama                          | Eric Kelso         |
| Taki                 | Fujiko Takimoto                         | Fujiko Takimoto                          | Fujiko Takimoto    |
| Li Long              | Jin Yamanoi                             | Jin Yamanoi                              | Jin Yamanoi        |
| Sophitia Alexandra   | Michiko Neya                            | Michiko Neya                             | Lynn Harris        |
| Rock                 | Takashi Nagasako                        | Takashi Nagasako                         | Robert Belgrade    |
| Seong Mi-na          | Hekiru Shiina                           | Yūko Miyamura                            | Yūko Miyamura      |
| Voldo                | nessun doppiatore                       | nessun doppiatore                        | nessun doppiatore  |
| Hwang Seong-Gyeong   | Toshiyuki Morikawa                      | Wataru Takagi                            | Wataru Takagi      |
| Cervantes de Leon    | Takashi Nagasako                        | Takashi Nagasako                         | Barry Gjerde       |
| Soul Edge            | Takashi Nagasako                        | Takashi Nagasako                         | Barry Gjerde       |
| Seong Han-Myeong     | non presente                            | Takashi Nagasako                         | Takashi Nagasako   |
| Bangoo               | non presente                            | Fujiko Takimoto                          | Kimberly Forsythe  |
| Vercci               | non presente                            | Takashi Nagasako                         | Dean Harrington    |
| Chie                 | non presente                            | Michiko Neya                             | Michiko Neya       |
| Teppou Hei           | non presente                            | Wataru Takagi                            | Wataru Takagi      |
| Narratore            | Barry Gjerde                            | Barry Gjerde                             | Barry Gjerde       |